# Collada de la Ginebrera
La Collada de la Ginebrera és un coll a 1.624,9 m. alt. situat en la carena que separa els termes de la Torre de Cabdella), a l'antic terme de Mont-ros, i de Baix Pallars (antic terme de Montcortès de Pallars. Separa, per tant, les comarques del Pallars Jussà i del Pallars Sobirà.
És al nord de la Collada de Fàdigues i al sud del Cap de la Ginebrera, just a ponent d'Ancs i a llevant de Gramenet de Beranui. Es troba just al nord del Pui Sidós.